# 2017 en informatique
| Années de l'informatique : 2014 - 2015 - 2016 - 2017 - 2018 - 2019 - 2020    |
| Décennies de l'informatique : 1980 - 1990 - 2000 - 2010 - 2020 - 2030 - 2040 |

Cet article présente les faits marquants de l'année 2017 en informatique.

## Événements
- Mai 2017 : cyberattaque mondiale massive WannaCry
- 27 mai 2017 : AlphaGo bat le champion du monde de jeu de Go
- 19 octobre 2017 : les Émirats arabes unis sont le premier pays au monde à se doter d'un ministre de l'intelligence artificielle : Omar Sultan Al Olama[1]
- 5 décembre 2017 : première opération chirurgicale en réalité augmentée au monde, réalisée dans l'Hôpital Avicenne, à Bobigny (Seine-Saint-Denis, France)[2]
- 14 décembre 2017 : fin du principe de neutralité du net aux États-Unis par un vote de la Commission fédérale des communications[3]

## Logiciel
- 15 décembre 2017: hors service de Docs.com par Microsoft[4].

### Système d'exploitation
- 11 avril 2017: fin du support de Windows Vista par Microsoft[5].

## Matériel
- 26 juin 2017 : Intel sort une nouvelle série de processeurs : Intel Core i9